# Pertoltický potok
Der Pertoltický potok (deutsch Berzdorfer Bach) ist ein rechter und der größte Zufluss des Bulovský potok (Bullendorfer Bach) in Tschechien. Am Oberlauf fließt ein Teil seines Wassers in den Kočičí potok (Katzbach).

## Verlauf
Der Pertoltický potok entspringt nördlich von Bulovka im Isergebirgsvorland (Frýdlantská pahorkatina). Er fließt zunächst nach Westen bis Horní Pertoltice, wo er nach einem Kilometer im Teich Šálkův rybník gestaut wird. Dort teilt sich das Wasser des Baches; der Ablauf unterhalb des Dammes führt nach Norden und mündet an der polnischen Grenze in den Kočičí potok / Koci Potok.
An seinem weiteren Lauf nach Südwesten erstrecken sich die Dörfer Horní Pertoltice und Dolní Pertoltice, wo er von der Fernverkehrsstraße I/13 zwischen Frýdlant und Zawidów überquert wird. Zwischen den Hügeln Hradec (Abtsberg, 313 m) und Na Výšině (297 m) bildet der Bach ein tiefes Tal. In Předlánce mündet der Pertoltický potok nach etwa zehn Kilometern in den Bulovský potok, der kurz danach in die Smědá fließt.

## Zuflüsse
- Panenský potok (l), Dolní Pertoltice